# فرودگاه گراد منطقه اومینتو
فرودگاه گراد منطقه اومینتو (به انگلیسی: Ōminato Guard District) یک فرودگاه نظامی است که یک باند فرود بتن دارد و طول باند آن ۶۰۰ متر است. این فرودگاه در شهر موتسو، آئوموری کشور ژاپن قرار دارد .